# Molí d'en Grida
Molí d'en Grida és un molí del municipi de Boadella i les Escaules (Alt Empordà) inclòs en l'Inventari del Patrimoni Arquitectònic de Catalunya.

## Descripció
Situat al nord-oest del nucli urbà del veïnat de les Escaules, integrat al municipi de Boadella. L'edifici està situat al marge de llevant del riu la Muga.
Es tracta d'un edifici de planta rectangular, amb la coberta de teula de dues vessants i distribuït en planta baixa i pis. La façana principal, orientada a migdia, presenta un portal d'accés d'arc de mig punt adovellat amb els brancals fets de carreus ben desbastats. Als costats hi ha dues senzilles portes rectangulars amb els emmarcaments arrebossats i, damunt seu, dues petites finestres amb l'ampit de ceràmica vidrada blava. Al pis hi ha un balcó exempt central amb la llosana motllurada, sostinguda per dues mènsules esglaonades, i el finestral de sortida rectangular. Una doble motllura rectilínia marca la divisòria entre els dos nivells. Adossat a la façana posterior de la construcció hi ha un petit cos cobert amb terrassa al pis, que presenta dues obertures de mig punt i un petit cobert adossat a l'extrem de ponent. Es conserva el sistema de portelles i registres per deixar passar l'aigua a l'interior del mecanisme del molí. A la banda de migdia de la construcció principal hi ha un petit volum rectangular amb la coberta de dues vessants i d'una sola planta, amb obertures rectangulars i de mig punt.
La construcció està arrebossada i pintada de blanc.

## Història
Com a conseqüència dels efectes que va provocar la fil·loxera a les vinyes de la comarca a finals del segle xix, des d'aquest moment fins a l'actualitat, la fabricació de ciment ha estat una de les activitats econòmiques més importants al municipi de les Escaules, proveint de pedra i ciment a tota la província de Girona i també a França. Les centrals hidroelèctriques que aprofitaven la força de l'aigua de la Muga, també van ser un recurs econòmic molt important a les Escaules.
L'any 1896 Pau Pagès i Lloveres va aixecar el molí d'en Grida. En un principi, aquest molí tenia com a funció moldre sabó (talc), però a causa de les pobres vies de comunicació es va transformar en una central elèctrica. Pagès va comprar diversos molins de la zona de la Muga per transformar-los en centrals elèctriques; amb l'electricitat que generava va modernitzar la fabricació de ciment de les seves indústries, alhora que va portar la llum a diverses poblacions de la zona.
L'any 1915 es va aixecar una presa per a aprofitar millor la força de l'aigua.